# 波斯特鲍尔-亨
波斯特鲍尔-亨是德国巴伐利亚州的一个市镇。总面积24.65平方公里，总人口7361人，其中男性3666人，女性3695人（2011年12月31日），人口密度299人/平方公里。